# Хироми Каваками
Хироми Каваками (јап. 川上 弘美,енгл. Hiromi Kawakami; Токио, Јапан 1958) је јапанска списатељица позната по својој неуобичајеној фантастици, поезији и књижевној критици. Добитница је бројних јапанских књижевних награда, укључујући награду Акутагава, награду Танизаки, награду Јомиури и награду за књижевност Изуми Кјока. Њено дело је адаптирано за филм и преведено је на више од 15 језика.

## Рани живот и образовање
Каваками је рођена у Токију 1958. године и одрасла је у насељу Такаидо у граду Сугинами.   Завршила је женски колеџ Очаномизу 1980.

## Каријера
Након што је дипломирала на колеџу, Каваками је почела да пише и уређује за NW-SF, јапански научнофантастични часопис.  Њена прва кратка прича, "Sho-shimoku" ("Diptera"), појавила се у NW-SF 1980. Такође је предавала науку у средњој и средњој школи, али је постала домаћица када је њен муж морао да се пресели због посла.
Године 1994, у доби од 36 година, Каваками је дебитовала као писац књижевне фантастике са збирком кратких прича под насловом Kamisama (God) (Бог).  Године 1996. Hebi wo fumi (Tread on a snake) (Погази змију) освојио је награду Акутагава, једну од најпрестижнијих јапанских књижевних награда. It was later translated into English under the title Record of a Night Too Brief. Добила је Танизаки награду 2001. за роман Sensei no kaban (The Briefcase or Strange Weather in Tokyo), љубавну причу о пријатељству и романси између жене у тридесетим и њеног бившег учитеља, мушкарца у седамдесетим. Након нуклеарне катастрофе у Фукушими Даичи, Каваками је поново написала своју дебитантску кратку причу Kamisama (God) (Бог), задржавши оригиналну радњу, али укључивши догађаје из Фукушиме у причу.
Године 2014. филм Nishino Yukihiko no Koi to Bōken, заснован на Кавакамијевом истоименом роману из 2003. са Јутаком Такеноучијем и Мачико Оно у главним улогама, објављен је широм земље у Јапану. Исте године Кавакамијев роман Suisei објавио је Bungeishunjū. Suisei је освојио 66. награду Јомиури 2015. године, а члан комисије за селекцију Јоко Огава похвалио је књигу за проширење хоризонта књижевности. Кавакамијева књига Ōkina tori ni sarawarenai yō, збирка од 14 кратких прича у издању Kodansha, освојила је 2016. године 44. Изуми Кјока награду за књижевност. 

## Стил писања
Кавакамијево дело истражује емоционалну двосмисленост описујући интимне детаље свакодневних друштвених интеракција. Многе њене приче садрже елементе фантазије и магичног реализма. Њено писање је довело до поређења са Луисом Керолом  и Бананом Јошимотоом , а као утицаје је навела Габријела Гарсију Маркеза и Џејмса Грејама Баларда.  Многе њене кратке приче, одломци романа и есеји су преведени на енглески, укључујући God Bless You (Бог те благословио) (Kamisama),  The Moon and the Batteries (Месец и батерије) (одломак из Sensei no kaban),  Mogera Wogura,  Blue Moon (Плави месец),  The Ten Loves of Nishino (Десет љубави Нишина). , и People in My Neighborhood (Људи у мом комшилуку).

## Награде и почасти
- 1996. Награда Акутагава за Hebi wo fumu (Tread on a Snake)(Газити змију) [5]
- 1999. Мурасаки Шикибу награда за Kamisama (God's Bear) (Божји медвед) [21]
- 2000. Награда за књижевност Ито Сеи за Oboreru[22]
- 2000. Woman Writer's Prize за Oboreru
- 2001. Танизаки награда за Sensei no kaban[7]
- 2007. 57. MEXT министрова награда за књижевност [23]
- 2012. Ужи избор за Man Asian Literary Prize за The Briefcase (Sensei no kaban) [24]
- 2014. Ужи избор за награду Independent Foreign Fiction Prize за Strange Weather in Tokyo[25]
- 2015. 66. награда Јомиури за (Suisei) ( 水声) [26]
- 2016. 44. награда за књижевност Изуми Киока за Ōkina tori ni sarawarenai yō( 大きな鳥にさらわれないよう)[27]
- 2019. Медаља са љубичастом траком

## Филмска адаптација
- 2014 Nishino Yukihiko no Koi to Bōken[28]

## Изабрана дела
- 神様, Kamisama, 1994,
- 蛇を踏む, Hebi wo fumu, 1996.
- 溺れる, Oboreru, 2000.
- センセイの鞄, Sensei no kaban (Професорова ташна), 2001.
- パレード, Parēdo, 2002.
- ニシノユキヒコの恋と冒険, Nishino Yukihiko no koi to bōken, 2003.
- 古道具 中野商店, Furudōgu Nakano shōten, 2005.
- 真鶴, Manazuru, (Маназуру), 2006.
- パスタマシーンの幽霊, Pasutamashīn no yūrei, 2010.
- 水声, Suisei, 2014.
- 大きな鳥にさらわれないよう, Ōkina tori ni sarawarenai yō, 2016.
- このあたりの人たち, Kono atari no hitotachi, 2016.